# OR6N2
OR6N2 (англ. Olfactory receptor family 6 subfamily N member 2) – білок, який кодується однойменним геном, розташованим у людей на короткому плечі 1-ї хромосоми.  Довжина поліпептидного ланцюга білка становить 317 амінокислот, а молекулярна маса — 35 692.
| 10         |  | 20         |  | 30         |  | 40         |  | 50         |
| ---------- |  | ---------- |  | ---------- |  | ---------- |  | ---------- |
| MDQYNHSSLA |  | EFVFLGFASV |  | GYVRGWLFVL |  | LLLAYLFTIC |  | GNMLIFSVIR |
| LDAALHTPMY |  | HFVSVLSFLE |  | LWYTATTIPK |  | MLSNILSEKK |  | TISFAGCLLQ |
| TYFFHSLGAS |  | ECYLLTAMAY |  | DRYLAICRPL |  | HYPIIMTTTL |  | CAKMAAACWT |
| CGFLCPISEV |  | ILASQLPFCA |  | YNEIQHIFCD |  | FPPLLSLACK |  | DTSANILVDF |
| AINAFIILIT |  | FFFIMISYAR |  | IIGAVLKIKT |  | ASGRKKAFST |  | CASHLAVVLI |
| FFGSIIFMYV |  | RLKKSYSLTL |  | DRTLAIVYSV |  | LTPMVNPIIY |  | SLRNKEIIKA |
| IKRTIFQKGD |  | KASLAHL    |  |            |  |            |  |            |

A: Аланін

C: Цистеїн

D: Аспарагінова кислота

E: Глутамінова кислота

F: Фенілаланін

G: Гліцин

H: Гістидин

I: Ізолейцин

K: Лізин

L: Лейцин

M: Метіонін

N: Аспарагін

P: Пролін

Q: Глутамін

R: Аргінін

S: Серин

T: Треонін

V: Валін

W: Триптофан

Кодований геном білок за функціями належить до рецепторів, g-білокспряжених рецепторів, білків внутрішньоклітинного сигналінгу. 
Задіяний у такому біологічному процесі як поліморфізм. 
Локалізований у клітинній мембрані, мембрані.